# Matvéi Plátov
Matvéi Ivánovich Plátov (en ruso: Матвей Иванович Платов (Starocherkasskaya, 19 de agosto de 1753-Taganrog, 15 de enero de 1818) fue un militar ruso nacido en la stanitsa Pribylínskaya (territorios de los cosacos del Don).

## Biografía
Siguiendo las tradiciones cosacas, ingresó al servicio militar a los 13 años de edad. Durante la guerra de Rusia con Turquía (1768-1774) a los 22 años fue ascendido al rango de coronel y destacó en los combates de asalto a las ciudades de Ochákov e Izmaíl. Posteriormente participó en la guerra de los años 1795-1796 en Persia, en calidad de Comandante de Campo del ejército cosaco y en el año 1801 fue elegido por la comunidad cosaca y nombrado como atamán del ejército cosaco del Don. En su calidad de atamán, fundó la ciudad de Novocherkask en el año 1802.
Desde 1809 fue general de caballería del ejército del Imperio ruso. Su participación en la Guerra de 1812 inmortalizó e hizo legendaria su figura de gran comandante ruso y jefe militar cosaco. Durante la invasión del ejército francés a Rusia asumió el mando de todas las tropas cosacas en la frontera, cubriendo más tarde la retirada del ejército ruso.
Cuando la guerra llegó a su punto de inflexión —el incendio de Moscú— y el ejército francés inició su retirada, las tropas cosacas encabezadas por Matvéi Plátov acosaron sin descanso a las tropas francesas y se destacaron por su valentía y actitud combatiente. Las tácticas de guerrillas utilizadas por los cosacos bajo el mando de Matvéi Plátov en aquel entonces contra las tropas napoleónicas fueron y son ampliamente utilizadas por las fuerzas especiales de todo el mundo en nuestros días. En reconocimiento por sus logros en estas campañas militares se le otorgó el título de conde.
En noviembre de 1812 Matvéi Plátov infligió grandes pérdidas a las tropas del mariscal francés Michel Ney. En enero de 1813 penetró en los territorios del Reino de Prusia y sitió la ciudad de Danzig. En septiembre del mismo año y persiguiendo al enemigo, tomó como prisioneros de guerra a más de 15.000 soldados y oficiales del ejército francés. En el año 1814 tomó por asalto la ciudad de Namur (en la actual Bélgica).
Durante la ceremonia de la Declaración de Paz, acompañó a Londres (Inglaterra) al emperador ruso Alejandro I. En otoño de 1814, la Universidad de Oxford otorgó al cosaco Matvéi Plátov el título de doctor. Por su participación destacable en las guerras, el atamán Plátov fue consagrado como héroe patrio del Imperio ruso.
El 16 de mayo de 1993, en la ciudad de Novocherkask (Rusia) se levantó un monumento a este atamán “Tormenta”, financiado completamente con donaciones populares de los cosacos del Don.
- Datos: Q963749
- Multimedia: Matvey Platov / Q963749